# Nannophlebia biroi
Nannophlebia biroi är en trollsländeart som först beskrevs av W. Foerster 1900.  Nannophlebia biroi ingår i släktet Nannophlebia och familjen segeltrollsländor. Inga underarter finns listade i Catalogue of Life.